# Zeitflug
Zeitflug (zuvor auch Zeit-Flug) ist eine ursprünglich dreiköpfige deutsche Schlager-Boygroup. 

## Geschichte
Nach der Gründung des Trios im Jahr 2015 erfolgten in den ersten Jahren zwei Mitgliederwechsel. Anfang 2017 verließ der frühere DSDS-Kandidat Leon Heidrich die Gruppe aus persönlichen Gründen. Sein Nachfolger Dominic Fischer verkündete im März 2019 seinen Bandausstieg. Anschließend bestand Zeitflug fünf Jahre aus dem neugewonnenen Mitglied Ruben Bensch sowie den Gründungsmitgliedern Deniz Fingskes und Martin Madeja.
2022 veröffentlichte Zeitflug beim Schlagerlabel Fiesta Records ihr Debütalbum Echte Freunde. Die Single Ich kann mir vertrau’n präsentierte das Trio im August 2023 in der ARD-Sendung Immer wieder sonntags. Im Oktober 2023 bewarb sich die Gruppe mit dem Beitrag Soll ich's tun (soll es sein) für die  deutsche Vorentscheidung des Eurovision Song Contest 2024. Im Juli 2024 verkündeten Zeitflug den Ausstieg von Ruben Bensch und dass Deniz Fingskes und Martin Madeja die Band fortan als Duo weiterführen. Im September 2024 folgte mit Ganz nah die erste Single-Veröffentlichung ohne Bensch.

## Diskografie
Alben
- 2022: Echte Freunde

Singles
- 2016: Verliebt in die Nacht
- 2016: Weihnachtstraum
- 2017: 1000 Sünden
- 2018: Karussell
- 2018: Juwel
- 2018: Unbeschreiblich (Perfect)
- 2019: Grenzenlos frei
- 2019: Wo bist Du
- 2019: Sie will fliehn
- 2020: Mach ich die Augen auch zu
- 2020: Tausendmal Du
- 2020: Hey Bonita (In deiner Nähe)
- 2021: Mitten in der Nacht
- 2021: Bleib doch
- 2021: Im Bett von Deinen Eltern
- 2021: Purpurrot
- 2021: Jenseits von Eden
- 2022: Echte Freunde
- 2022: Zucker
- 2022: Unsere Liebe war nie echt
- 2023: Wenn ich nachts von Dir träume
- 2023: Ich kann mir vertrau'n
- 2024: Soll ich's tun (soll es sein)
- 2024: Ganz nah
- 2025: Kommt zusammen!